# 阿洛維茲峰
71°8′S 167°39′E / 71.133°S 167.650°E
阿洛維茲峰（英語：Allowitz Peak）是南極洲的山峰，座標71°8′S 167°39′E，位於維多利亞地，屬於阿納雷山脈的一部分，海拔高度1,240米（4,070英尺），美國地質調查局根據測量和美國海軍拍攝的空中照片繪入地圖，現時由南極條約體系管理。